# Liste von Stadien in Albanien
Die folgende Liste stellt eine Auswahl von wichtigen Stadien in Albanien dar.
| Stadion                                      | Ort         | Kapazität | Eröffnung / Renovation | Bemerkung                                              | Bild |
| -------------------------------------------- | ----------- | --------- | ---------------------- | ------------------------------------------------------ | ---- |
| Air Albania Stadium                          | Tirana      | 22.300    | 2019                   | Größtes Stadion Albaniens, ehemals Qemal-Stafa-Stadion |      |
| Loro-Boriçi-Stadion                          | Shkodra     | 15.919    | 2016                   | Erfüllt die UEFA-Anforderungen für Länderspiele        |      |
| Tomori-Stadion                               | Berat       | 14.500    | 1985                   |                                                        |      |
| Elbasan Arena früher: Ruzhdi-Bizhuta-Stadion | Elbasan     | 12.800    | 2014                   | Erfüllt die UEFA-Anforderungen für Länderspiele        |      |
| Niko-Dovana-Stadion                          | Durrës      | 12.000    | 1965                   |                                                        |      |
| Skënderbeu-Stadion                           | Korça       | 12.000    | 2011                   |                                                        |      |
| Abdurrahman-Roza-Haxhiu-Stadion              | Lushnja     | 12.000    | 1961                   |                                                        |      |
| Fusha Sportive Ersekë                        | Erseka      | 10.000    | 2009                   |                                                        |      |
| Selman-Stërmasi-Stadion                      | Tirana      | 9.600     | 2015                   |                                                        |      |
| Flamurtari-Stadion                           | Vlora       | 8.500     | 2013                   |                                                        |      |
| Kastrioti-Stadion                            | Kruja       | 8.500     |                        |                                                        |      |
| Stadion Gjirokastra                          | Gjirokastra | 8.400     | 2016                   |                                                        |      |
| Besa-Stadion                                 | Kavaja      | 8.000     | 1974                   |                                                        |      |
| Agush-Maca-Stadion                           | Ballsh      | 6.500     |                        |                                                        |      |
| Korabi-Stadion                               | Peshkopia   | 6.000     |                        |                                                        |      |
| Gjorgji Kyçyku-Stadion                       | Pogradec    | 6.000     |                        |                                                        |      |
| Loni-Papuçiu-Stadion                         | Fier        | 6.000     | 1958                   |                                                        |      |
| Peqin-Stadion                                | Peqin       | 6.000     |                        |                                                        |      |
| Kamza-Stadion                                | Kamza       | 5.500     | 2008                   |                                                        |      |
| Kukës Arena                                  | Kukës       | 5.000     | 2022                   |                                                        |      |
| Besëlidhja-Stadion                           | Lezha       | 5.000     |                        |                                                        |      |
| Alush-Noga-Stadion                           | Patos       | 5.000     |                        |                                                        |      |
| Arena e Demave (Kompleksi Partizani)         | Tirana      | 4.500     | 2022                   |                                                        |      |
| Tefik-Jashari-Stadion                        | Shijak      | 4.000     |                        |                                                        |      |
| Sopoti-Stadion                               | Librazhd    | 3.000     | 1964                   |                                                        |      |
| Liri Ballabani-Stadion                       | Burrel      | 2.500     |                        |                                                        |      |
| Arena Egnatia                                | Rrogozhina  | 2.400     | 2021                   |                                                        |      |
| Laçi-Stadion                                 | Laç         | 2.300     |                        |                                                        |      |
| Luz i Vogël-Stadion                          | Luz i Vogël | 600       | 1980                   |                                                        |      |